# Cédric Hanriot
 (août 2023).
La mise en forme du texte ne suit pas les recommandations de Wikipédia : il faut le « wikifier ».
Les points d'amélioration suivants sont les cas les plus fréquents :
- Les titres sont pré-formatés par le logiciel. Ils ne sont ni en capitales, ni en gras.
- Le texte ne doit pas être écrit en capitales (les noms de famille non plus), ni en gras, ni en italique, ni en « petit »…
- Le gras n'est utilisé que pour surligner le titre de l'article dans l'introduction, une seule fois.
- L'italique est rarement utilisé : mots en langue étrangère, titres d'œuvres, noms de bateaux, etc.
- Les citations ne sont pas en italique mais en corps de texte normal. Elles sont entourées par des guillemets français : « et ».
- Les listes à puces sont à éviter, des paragraphes rédigés étant largement préférés. Les tableaux sont à réserver à la présentation de données structurées (résultats, etc.).
- Les appels de note de bas de page (petits chiffres en exposant, introduits par l'outil «  Source ») sont à placer entre la fin de phrase et le point final[comme ça].
- Les liens internes (vers d'autres articles de Wikipédia) sont à choisir avec parcimonie. Créez des liens vers des articles approfondissant le sujet. Les termes génériques sans rapport avec le sujet sont à éviter, ainsi que les répétitions de liens vers un même terme.
- Les liens externes sont à placer uniquement dans une section « Liens externes », à la fin de l'article. Ces liens sont à choisir avec parcimonie suivant les règles définies. Si un lien sert de source à l'article, son insertion dans le texte est à faire par les notes de bas de page.
- La présentation des références doit suivre les conventions bibliographiques. Il est recommandé d'utiliser les modèles {{Ouvrage}}, {{Chapitre}}, {{Article}}, {{Lien web}} et/ou {{Bibliographie}}. Le mode d'édition visuel peut mettre en forme automatiquement les références.
- Insérer une infobox (cadre d'informations à droite) n'est pas obligatoire pour parachever la mise en page.

Pour une aide détaillée, merci de consulter Aide:Wikification.
Si vous pensez que ces points ont été résolus, vous pouvez retirer ce bandeau et améliorer la mise en forme d'un autre article.
Pour les articles homonymes, voir Hanriot.
Cédric Hanriot (né à Pont-à-Mousson) est un pianiste, compositeur, arrangeur musical, sound designer, producteur de musique et pédagogue français, qui a travaillé sur des projets qui ont remporté des Grammy Awards. Il a notamment enregistré les claviers, synthétiseurs et sound design sur l'album “Beautiful Life” par Dianne Reeves aux côtés de Robert Glasper, George Duke, Gerald Clayton, Esperanza Spalding et Terri Lyne Carrington,,,,,,,.

## Récompenses et nominations
- Grammy Award for Best Jazz Vocal Album en 2015: a enregistré sur 8 titres de l'album "Beautiful Life" de la chanteuse américaine Dianne Reeves[10]
- Fulbright Scholars Program: lauréat de la prestigieuse bourse américaine Fulbright pour ses études de musique au Berklee College of Music à Boston, États-Unis. MA[11]
- French American Jazz Exchange: lauréat de la bourse FAJE financée par Bureau Export Français & Mid-Atlantic Arts Foundation - pour son projet “City of Poets – Hyperion”, qui est une collaboration avec le trompettiste Jason Palmer et le saxophoniste de David Bowie Donny McCaslin[12].

## Collaborations
Cédric Hanriot s’est produit dans le monde entier avec des projets internationaux et a notamment collaboré avec:
Dianne Reeves, Herbie Hancock, Terri Lyne Carrington, John Patitucci, Donny McCaslin, John Beasley, Meshell Ndegeocello, Metropole Orkest, Melissa Aldana, Tineke Postma, Braxton Cook, Jason Palmer, Maria Mendes, Florin Niculescu, Luis Salinas, Nelson Veras, Wayne Escoffery, Tim Miller, Michael Janisch, Jeff Ballard, Gregoire Maret, Clarence Penn, Alex Han, Otis Brown III, André Ceccarelli, Paco Sery, Minino Garay, Tran Manh Tuan, Ben Powell.

## Discographie

### En tant que leader/coleader
| Title                          | Album details | Personnel |
| ------------------------------ | --- | --- |
| Time is Color                  | - Style: jazz, hip-hop, urban - Released: 2022 - Label: Morphosis Arts, Distribution/Believe                                                  | - Cédric Hanriot (piano, synths, sound design, compositions and arrangements) - Bertrand Beruard (e-bass and double bass) - Elie Martin Charrière (drums and percussions) - Braxton Cook (saxophone) - Jason Palmer (trumpet) - Days (vocals/rap). |
| Piano Nocturnes                | - Style: XXth century piano music - Released: 2020 - Label: Universal Music/GUM                                                               | - Cédric Hanriot (piano, compositions) |
| Day                            | - Cocreators: Franck Agulhon/Cédric Hanriot KS2 DUO - Style: electronica, ambient jazz - Released: 2018 - Label: Re:Jazz, Inouie Distribution | - Franck Agulhon (drums, compositions) - Cédric Hanriot (piano, vocoder, synthesizers, sound design, compositions) |
| Hyperion-City of Poets         | - Cocreators: Cédric Hanriot & Jason Palmer - Style: modern jazz - Released: 2016 - Label: Whirlwind Recordings                               | - Donny McCaslin (saxophone), - Jason Palmer (trumpet) - Cédric Hanriot (piano) - Michael Janisch (basses) - Clarence Penn (drums) |
| French Stories                 | - Style: jazz cross-over - Released: 2011 - Label: Plus Loin Music/Harmonia Mundi                                                             | - John Patitucci (basses) - Terri Lyne Carrington (drums and vocals) - Ben Powell (violin) - Patrick Owen (cello) - 2TH (vocals) - Cédric Hanriot (piano, Fender Rhodes, keyboards, programming, compositions/arrangements)                        |
| Electrify My Soul - frogNstein | - Cocreators: Cédric Hanriot & Bertrand Beruard - Style: electro, groove, jazz - Released: 2007 - Label: Cristal Records/Abeille              | - Bertrand Beruard (bass, compositions) - Arnaud Renaville, Franck Agulhon (drums) - Dean Bowman, Coco Zhao, 2TH (vocals) - Cédric Hanriot (piano, keyboards, programming, compositions) - Guillaume Poncelet (trumpet)                            |
| Funky Way of Life              | - Cocreators: Notorious - Style: funk, rock, fusion - Released: 1999 - Label: SMB/Scalen                                                      | - 2TH (voice/compositions) - Stéphane Eck (drums/compositions) - Benoit Masson (guitars/compositions) - Bertrand Beruard (bass/compositions) - Cédric Hanriot (piano, keyboards/compositions)                                                      |

### En tant que sideman
| Title                                   | Album details | Personnel |
| --------------------------------------- | --- | --- |
| Saudade, Colour of Love (live)          | - Artists: Maria Mendes + Metropole Orkest - Style: fado, jazz, symphonic - Released: 2022 - Label: Challenge Records | - Maria Mendes (voice, arrangements) - John Beasley (keyboards, arrangements) - Cédric Hanriot (piano) - Jasper Somsen (double bass) - Mario Costa (drums) - Metropole Orkest |
| Kaboom                                  | - Artist: Michel Meis - Style: jazz - Released: 2021 - Label: Challenge Records                                       | - Michel Meis (drums, compositions) - Stephan Goldbach (double bass) - Alisa Klein (trombone) - Cédric Hanriot (piano and Fender Rhodes) - Théo Ceccaldi (violin) |
| Kissed By the Mist                      | - Artist: Giorgio Alessani - Style: jazz crooner - Released: 2020                                                     | - Giorgio Alessani (vocals, compositions) - André Ceccarelli (drums) - Diego Imbert (double bass) - Cédric Hanriot (piano) - Bastien Ballaz (trombone) - David Enhco (trumpet) - Cédric Ricard (saxophone) - Jean Gobinet (string orchestra arrangement) |
| 01                                      | - Artists: Vincent Bidal & Romain Joutard - Style: electro, jazz, pop - Released: 2020                                | - Vincent Bidal (piano, compositions) - Romain Joutard (drums, compositions) - Cédric Hanriot (guest synths) - Ludovic Louis (trumpet) - Eric “Ricko” Filet (lead vocal) |
| Lost in Translation                     | - Artist: Michel Meis - Style: jazz - Released: 2019 - Label: Double Moon Records/Jazz Thing Next Generation Vol. 76  | - Michel Meis (drums, compositions) - Stephan Goldbach (doublebass) - Alisa Klein (trombone) - Cédric Hanriot (piano and Fender Rhodes) |
| Tunga Tanga’s band                      | - Artist: Minino Garay - Style: Argentinian cuarteto - Released: 2018 - Label: Autre Distribution                     | - Minino Garay (vocals, percussions) - Carlos Jimenez (vocals) - Carlos Rolan (vocals) - Los Caligaris (vocals) - Diego Bravo (piano) - Christophe Lampidecchia (accordion) - Cédric Hanriot (programming/sound design) |
| The Mosaic Project, Love and Soul       | - Artist: Terri Lyne Carrington - Style: jazz, RnB - Released: 2015 - Label: Concord Jazz                             | - Lizz Wright (voice) - Paula Cole (voice) - Lalah Hathaway (voice) - Chaka Khan (voice) - Natalie Cole (voice) - Jaguar Wright (voice) - Rachel Z (keyboards) - Patrice Rushen (keyboards) - Cédric Hanriot (keyboards) - Meshell Ndegeocello (bass) - Regina Carter (violin) - Terri Lyne Carrington (drums, programming, voice) |
| Beautiful Life                          | - Artist: Dianne Reeves - Style: RnB, jazz - Released: 2014 - Label: Concord Jazz                                     | - Dianne Reeves (voix), - Nadia Washington (voice) - Gregory Porter (voice) - Lalah Hathaway (voice) - Raul Midon (voice) - George Duke (piano, keyboards) - Gerald Clayton (piano, keyboards) - Bobby Sparks (piano, keyboards) - Robert Glasper (piano, keyboards) - Cédric Hanriot (piano, keyboards) - Shedrick Mitchell (piano, keyboards) - Peter Martin (piano, keyboards) - Leo Genovese (piano, keyboards) - Reginald Veal (bass) - James Genus (bass) - Richard Bona (bass) - Esperanza Spalding (bass) - Terreon Gully (drums) - Terri Lyne Carrington (drums) - Sean Jones (trumpet) - Tineke Postma (saxophone) - Gregoire Maret (harmonica) |
| More to Say (Real Life Story: Next Gen) | - Artist: Terri Lyne Carrington - Style: hip-hop, RnB, jazz - Released: 2009 - Label: E1 Entertainment                | - Terri Lyne Carrington (drums and voice) - Christian McBride (bass) - George Duke (piano and keyboards) - Patrice Rushen (piano and keyboards) - Danilo Perez (piano and keyboards) - Cédric Hanriot (piano and keyboards) |
| Solisticks 2                            | - Artist: Franck Agulhon - Style: electro, jazz - Released: 2009 - Label: Concord Jazz                                | - Valérie Graschaire (voice) - Vincent Artaud (bass) - Diego Imbert (bass) - Pierre de Bethmann (piano, keyboards) - Cédric Hanriot (piano, keyboards) - Baptiste Trotignon (piano, keyboards) - Eric Legnini (piano, keyboards) - Pierre-Alain Goualch (piano, keyboards) - André Charlier (drums) - Franck Agulhon (drums) |
| Light                                   | - Artist: Ben Powell - Style: jazz manouche - Released: 2008 - Label: Concord Jazz                                    | - Ben Powell (violin) - Cédric Hanriot (piano) - Devin Drobka (drums) - Aaron Darell (bass) |
| Tribal Jazz Project                     | - Artist: Damien Prud'Homme - Style: afro jazz - Released: 2008 - Label: Wpr Jazz                                     | - Damien Prud’Homme (saxophone) - Cédric Hanriot (Fender Rhodes) - Christian Mariotto (batterie) - Jean Luc Déat (doublebass) - Marc Pujol (percussions) |
| Jour off                                | - Artist: Achil Komodo - Style: French pop - Released: 2006 - Label: Artdisto/Mosaic Music                            | - Achil Komodo (voice, guitar) - Cédric Hanriot (piano, Fender Rhodes) |
| Sun in My Soul                          | - Artist: Mr Sacha - Style: afro soul - Released: 2004 - Label: ACix                                                  | - Mr Sacha (voice, guitars, saxophone) - Tyrone Downie (keyboards) - Christophe Panzani (saxophone) - Cédric Hanriot (B3 Hammond organ and Fender Rhodes) |